# Thaddeus S.C. Lowe
Thaddeus Sobieski Coulincourt Lowe (Jefferson (New Hampshire), 20 augustus 1832 - Pasadena (Californië), 16 januari 1913), ook wel bekend als hoogleraar TSC Lowe, was een luchtvaarder in de Amerikaanse Burgeroorlog, wetenschapper en uitvinder, en grotendeels autodidact op het gebied van scheikunde, meteorologie en luchtvaart. In de late jaren 1850 was hij bekend om zijn geavanceerde theorieën in de meteorologische wetenschappen evenals zijn ballonnen. Een van zijn aspiraties was een trans-Atlantische vlucht.
Lowe's wetenschappelijke inspanningen werden ingekort door het begin van de Amerikaanse Burgeroorlog. Hij bood zijn diensten aan als luchtvaarder voor het uitvoeren van verkenningen vanuit de lucht op de Zuidelijke troepen namens het leger van de unie. In juli 1861 werd hij door president Abraham Lincoln benoemd tot chef van de luchtvaarders van het luchtballonkorps. Hoewel zijn werk over het algemeen succesvol was, werd het niet volledig gewaardeerd door alle leden van de strijdkrachten en geschillen over zijn activiteiten en zijn loonschaal dwongen hem tot aftreden in 1863. 
Lowe keerde terug naar de particuliere sector en vervolgde zijn wetenschappelijk onderzoek naar de productie van waterstofgas. Hij vond het watergasproces uit waarbij grote hoeveelheden waterstofgas kunnen worden geproduceerd uit stoom en houtskool. Zijn uitvindingen en octrooien op dit proces en de productie van ijsmachines leverden hem miljoenen op.

## Watergas
In 1873 ontwikkelde en patenteerde Lowe een watergasproces waarbij grote hoeveelheden waterstofgas zouden kunnen worden gegenereerd voor residentieel en commercieel gebruik voor verwarming en verlichting. In tegenstelling tot gewoon kolengas of cokesgas dat in gebruik was in stedelijke diensten leverde dit gas een efficiëntere brandstof voor verwarming. Het proces maakt gebruik van de water-gas-shift-reactie:
CO + H2O → CO2 + H2
Het proces werd ontdekt door het blazen van stoom onder druk over hete kolen. Lowe's proces was vooral een verbetering van de gebruikte schoorsteensystemen waarmee de kolen superheet konden blijven en daarmee een constante levering van het gas mogelijk was. Dit proces creëerde een thermo-chemische reactie van de toepassing van waterstof in het stoom tot de koolmonoxide in het cokesgas. De reactie produceerde koolstofdioxide en zuiver waterstof dat na een proces van koelen en "scrubben" of wel na door waterdamp gevoerd te zijn uiteindelijk resulteerde in zuiver waterstofgas.
Het proces stimuleerde de sector van gasproductie en er volgden snel vergassingsfabrieken langs de oostkust van de Verenigde Staten. Soortgelijke processen zoals het Haber-Boschproces leidden tot de vervaardiging van ammoniak (NH3) door de combinatie van stikstof met grote hoeveelheden waterstof. Dit leidde tot de koel-industrie die nog lang gebruik maakte van ammoniak als koelmiddel. Prof Lowe behield ook diverse patenten op ijsmachines en was daarmee in staat om succesvol zijn bedrijven te draaien in koude opslag alsook producten die gebaseerd waren op waterstofgas. 

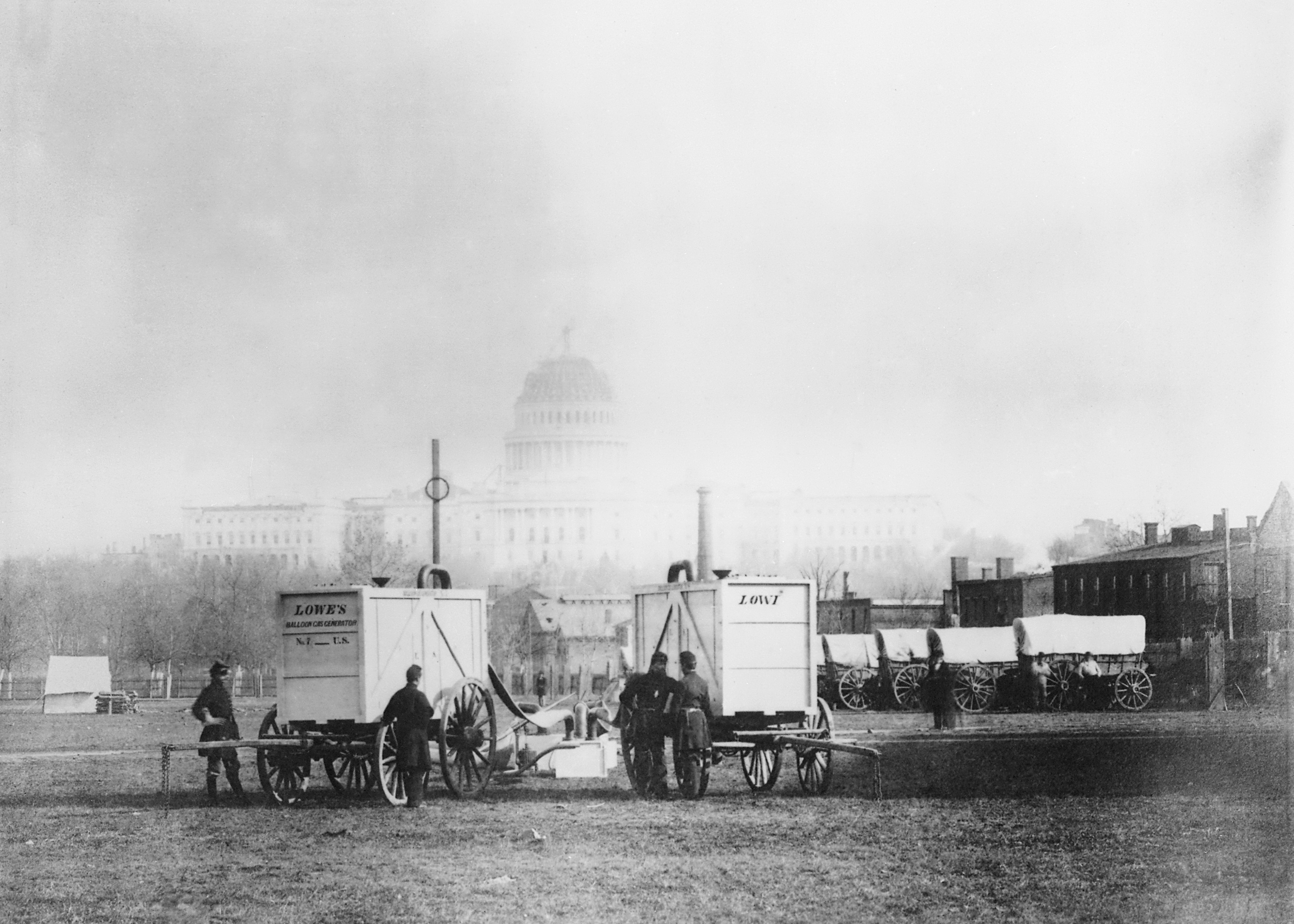
Lowe's ballongas generators in Washington DC
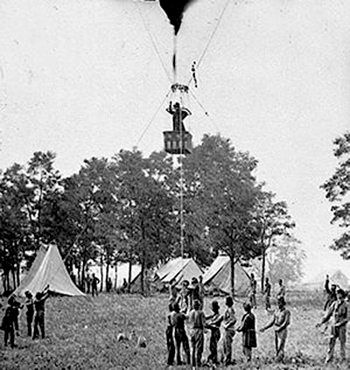
Lowe observeert de Slag bij Seven Pines vanuit een ballon

1. ↑  Find a Grave; geraadpleegd op: 17 juni 2024.